# Membros superiores
Os membros superiores na anatomia são formados pela cintura escapular ou ombro, braço, antebraço e mão.

## Cintura escapular[1]
A cintura escapular é formada por dois ossos: a clavícula, e a escápula.

## Braço
Primeiro segmento móvel do membro superior, é formado por um osso único chamado úmero.

## Antebraço
Segundo segmento móvel do membro superior, é formado por dois ossos: o rádio e a ulna. Quando o corpo está na posição anatômica (palma da mão voltada para frente) o rádio situa-se lateralmente e a ulna medialmente.

## Mão
Divide-se em três grupos de ossos: carpo, que é formado por oito pequenos ossos, metacarpo que é formado por cinco ossos iguais que constituem o esqueleto da palma da mão e falanges são os três pequenos ossos dos dedos: falange proximal, média e distal, O polegar apresenta apenas duas falanges, a proximal e distal. As falanges são responsáveis pelos movimentos dos dedos.
1. ↑  drdiogobader. «Dr. Diogo Bader». Dr. Diogo Bader. Consultado em 3 de julho de 2022